# Stary Musor
Stary Musor (ukr. Старий Мосир) – wieś na Ukrainie w rejonie kowelskim obwodu wołyńskiego.